# Revoltosa
Revoltosa és el segon àlbum d'estudi de la banda catalana de rock alternatiu Bongo Botrako, produït per Amparo Sánchez i el líder de la banda Uri Giné. Va ser publicat el 12 de novembre de 2012 a l'estat espanyol, França, Alemanya, Regne Unit, Bèlgica, Països Baixos, Luxemburg i Japó amb Kasba Music.

## Llistat de cançons
Totes les cançons foren escrites i compostes per Uri Giné, excepte les cançons indicades. 
| Núm.          | Títol                       | Durada |
| ------------- | --------------------------- | ------ |
| 1.            | «Intro»                     | 1:04   |
| 2.            | «Revoltosa»                 | 2:47   |
| 3.            | «Give us your love»         | 3:12   |
| 4.            | «Dinero no se come»         | 3:51   |
| 5.            | «We want less»              | 2:47   |
| 6.            | «Punk parranda»             | 3:36   |
| 7.            | «Dale a la vida»            | 3:24   |
| 8.            | «Invierno» (Amparo Sánchez) | 3:28   |
| 9.            | «Coge el vuelo»             | 3:46   |
| 10.           | «Contra-intro»              | 1:26   |
| 11.           | «Respirar pa trabajar»      | 3:50   |
| 12.           | «Seguiré»                   | 3:46   |
| 13.           | «Lluna»                     | 4:50   |
| Durada total: | Durada total:               | 41:47  |

## Crèdits
Crèdits adaptats del llibret de Revoltosa.
Bongo Botrako
- Uri Giné – veu, producció
- Nacho Pascual – guitarra
- Xavi Vallverdú – teclat
- David Garcia – baix
- Gorka Robert – bateria, percussió
- Xavi Barrero – trompeta
- Oscar Gómez – saxo

Músics addicionals
- Benjammin – veu (pista 3)
- Anita Kuruba – veu (pista 7)
- Chiki Lora – veu (pista 7)
- Amparo Sánchez – veu (pistes 8,12)
- Joan Garriga – veu (pista 13)
- Jordi Mestres – guitarra, baix
- Gerard Casajús – percussió
- Jose Alberto Varona – trompeta

Producció
- Amparo Sánchez – producció
- Gerard Casajús – Preproducció addicional
- Kaki Arkarazo – enginyeria de so, mescla, masterització

Disseny
- Robertiko Ramos – disseny, il·lustració